# AS-AD-Modell
Das AS-AD-Modell, auch AD-AS-Modell oder Gesamtangebots-Gesamtnachfrage-Modell ist ein Modell der Makroökonomie und beschreibt das gesamtwirtschaftliche Gleichgewicht in der geschlossenen Volkswirtschaft auf eine mittellange Frist. Das AS-AD-Modell soll die gesamtwirtschaftlichen Auswirkungen von staatlichen und finanzpolitischen Maßnahmen auf die Löhne, das Preisniveau und die Produktion beschreiben.
Das Modell setzt sich aus dem aggregierten Angebot bzw. Gesamtangebot (englisch Aggregate Supply, kurz: AS) nach dem neoklassischen Ansatz und der aggregierten Nachfrage bzw. Gesamtnachfrage (englisch Aggregate Demand, kurz: AD) nach John Maynard Keynes zusammen. Der Schnittpunkt der AS- und AD-Kurven ist das makroökonomische Gleichgewicht zu den jeweiligen Preisen. Die Synthese wurde maßgeblich durch Beiträge von Hicks 1937 und Modigliani 1944 entwickelt.

## Geschichte

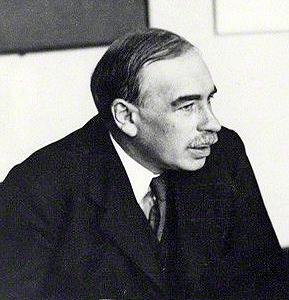
John Maynard Keynes (1933)

Im Jahr 1936 veröffentlichte John Maynard Keynes die „Allgemeine Theorie der Beschäftigung, des Zinses und des Geldes“. In diesem Werk kritisierte er die bis dahin vorherrschende Meinung über eine Vollbeschäftigung am Arbeitsmarkt. Er stellte also in Frage, ob sich ein Gleichgewicht auf dem Arbeitsmarkt einstellen wird. Weiterhin ging Keynes von Lohnstarrheiten aus, das heißt, dass Löhne sich zumindest kurzfristig nicht an das Arbeitsmarktgleichgewicht anpassen werden. Damit griff Keynes die Annahme an, dass Lohnflexibilität herrsche.
Den Theorien von Keynes stand die neoklassische Ansicht gegenüber, welche sich aus den klassischen Ansätzen von Adam Smith, David Ricardo sowie weiteren Autoren herausgebildet hat. Wichtige Vertreter der Neoklassik waren unter anderem William Stanley Jevons und Léon Walras. Nach dem neoklassischen Modell von Walras herrschen auf den Märkten flexible Preise und vollkommene Voraussicht, das heißt, dass jeder Marktteilnehmer genau bestimmen kann, was für den gesamten Markt die beste ökonomische Lösung hinsichtlich der Wohlstandsverteilung ist. Zudem finden laut Walras keine Anpassungsprozesse statt, da ein Tauschvorgang erst dann stattfindet, wenn die Gleichgewichtspreise festgelegt sind.
Durch die Kombination der keynesianischen Betrachtung auf dem Geld- und Gütermarkt sowie der neoklassischen Annahmen auf dem Arbeitsmarkt entwickelten Autoren, wie 1944 Franco Modigliani, erste Beschreibungen eines aggregierten Angebotes und einer aggregierten Nachfrage.

## AS-AD-Modell als Weiterführung des IS-LM-Modells
Während sich im IS-LM-Modell lediglich Gütermarkt und Geldmarkt im Gleichgewicht befinden, bezieht das AS-AD-Modell ein Gleichgewicht auf dem Arbeitsmarkt mit ein. Das Modell nimmt an, dass eine natürliche Arbeitslosenquote existiert, die sich mittelfristig einstellt. Nur wenn die tatsächliche Arbeitslosigkeit der natürlichen Arbeitslosigkeit (auch strukturelle Arbeitslosigkeit) entspricht, befindet sich der Arbeitsmarkt im Gleichgewicht.
Zudem fließen, anders als im IS-LM-Modell, auch Veränderungen des Preisniveaus in die Modellbetrachtung mit ein. Im IS-LM-Modell werden die Preise als gegebene Größen behandelt, das bedeutet, dass eine Veränderung der Nachfrage nach Gütern stets zu einer entsprechenden Änderung der produzierten Gütermenge führt.
Das AS-AD-Modell stellt dar, wie sich verschiedene Maßnahmen, beispielsweise eine expansive Geldpolitik, auf eine Volkswirtschaft auswirken könnten.
Das AS-AD-Modell zeigt auch, dass sich eine Volkswirtschaft nicht stetig im Wachstum befindet, sondern dass es jeweils Zeiträume mit verschiedenen Wachstumsraten gibt.
Der Zusammenhang zwischen AS-AD- und IS-LM-Modell besteht zum einen darin, dass die AD-Kurve aus dem IS-LM-Modell abgeleitet wird und zum anderen, dass die Auswirkungen der Preisveränderungen auf dem Geld- und Gütermarkt beschrieben werden können.

## Zusammensetzung aus aggregiertem Angebot und aggregierter Nachfrage
Das aggregierte Angebot und damit die aggregierte Angebotskurve zeigt zu jedem gegebenen Preisniveau die Menge, die die Unternehmen anbieten wollen.
In der mittleren Frist, also dem Betrachtungszeitpunkt, in dem das AS-AD-Modell ansetzt, befindet sich die Angebotskurve im Übergang von der kurzen Frist in die lange Frist. In der kurzen Frist verläuft die Angebotskurve nach der klassischen Theorie horizontal, da kurzfristig davon ausgegangen werden kann, dass die Preise nicht veränderlich sind. In der langen Frist verläuft sie vertikal, das heißt, die Preise sind flexibel. Dies hat zur Folge, dass die Angebotskurve in der mittleren Frist eine positive Steigung aufweist.
Die aggregierte Nachfragekurve zeigt die Kombination des Preisniveaus und der Menge, bei der sich Güter- und Geldmarkt im Gleichgewicht befinden. Dies ist der Schnittpunkt der IS- und der LM-Funktion im IS-LM-Modell.
Die IS-Funktion beschreibt, dass sich ein Gleichgewicht auf dem Gütermarkt ergibt, wenn die produzierte Menge der Nachfrage entspricht.
Die LM-Funktion zeigt, dass sich ein Gleichgewicht auf Geld- und Finanzmärkten einstellt, wenn das Geldangebot der Geldnachfrage entspricht. Hierbei muss das reale Geldangebot, also das in Gütern ausgedrückte Geldangebot, mit dem Realeinkommen übereinstimmen.

## Anpassungsmechanismus beim Übergang von der kurzen in die mittlere Frist

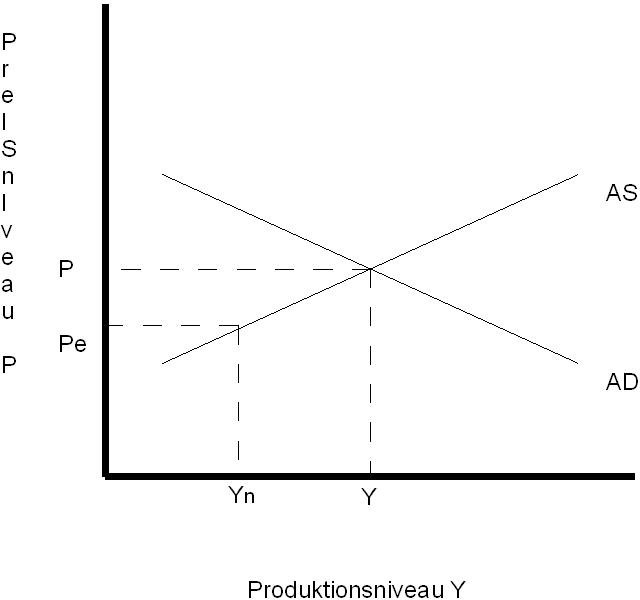
Ausgangspunkt der Anpassung im AS-AD-Modell: Die tatsächliche Produktion liegt über der natürlichen Produktion, die Preiserwartung liegt unter dem tatsächlichen Preisniveau

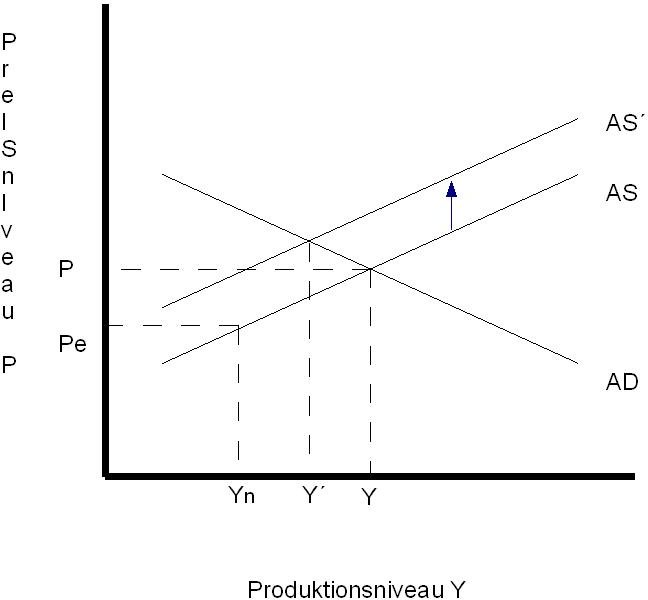
Erster Schritt der Anpassung im AS-AD-Modell: Die an der Lohnsetzung Beteiligten erhöhen ihre Preiserwartung, dadurch kommt es zu einer Verschiebung der AS-Kurve nach oben mit der Folge einer geringeren Produktion

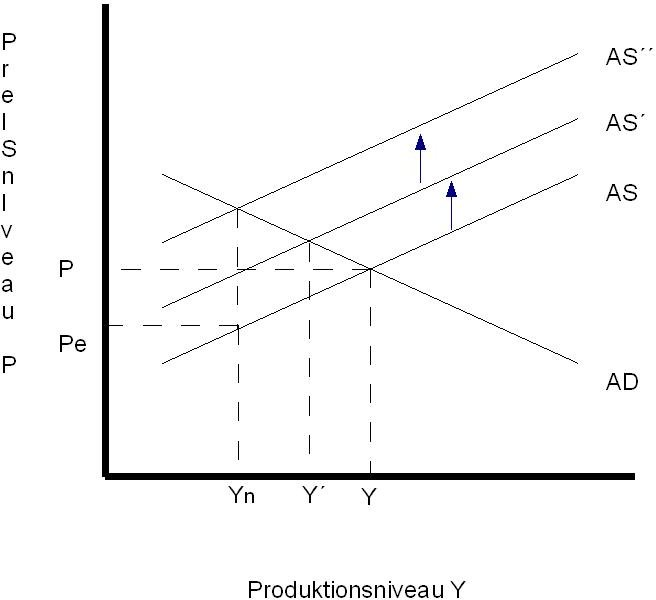
Zweiter Schritt der Anpassung im AS-AD-Modell: obiges Verhalten wiederholt sich, bis die Produktion auf ihrem natürlichen Niveau angelangt ist

Kurzfristig kann die Produktion von ihrem natürlichen Niveau abweichen, da eine Änderung einer Variablen aus der AS- oder AD-Funktion zu einer Änderung des Preis- und Produktionsniveaus führt.
Mittelfristig wird die Produktion hingegen immer auf ihr natürliches Niveau zurückkehren. Die Anpassung erfolgt über Veränderungen der Preiserwartungen und den damit ausgelösten Folgen für das tatsächliche Preisniveau und die Produktion.
Folgender Prozess vollzieht sich, wenn beispielsweise der Übergang von kurzer zu mittlerer Frist betrachtet wird, unter der Annahme, dass das tatsächliche Produktionsniveau über dem natürlichen Produktionsniveau liegt (siehe Abbildung „Ausgangspunkt der Anpassung im AS-AD-Modell“). Das natürliche Produktionsniveau ist das Niveau, auf dem produziert wird, wenn die Beschäftigung dem natürlichen Beschäftigungsniveau entspricht. Das natürliche Beschäftigungsniveau ist das Niveau, das sich ergibt, wenn man die natürliche Arbeitslosenquote von der Zahl der Erwerbsbevölkerung abzieht.
- Im Ausgangspunkt liegt die tatsächliche Produktion (mit {\displaystyle Y} bezeichnet) über der natürlichen Produktion ({\displaystyle Y^{n}}). In diesem Fall entspricht auch das erwartete Preisniveau ({\displaystyle P^{e}}) nicht dem tatsächlichen Preisniveau ({\displaystyle P}). Das erwartete Preisniveau ist niedriger.
- Im ersten Schritt (siehe Abbildung „Erster Schritt der Anpassung im AS-AD-Modell“) werden dann die an der Lohnsetzung Beteiligten ihre Preiserwartung auf das tatsächliche Preisniveau erhöhen, da unter der Annahme, dass das Produktionsniveau über dem natürlichen Produktionsniveau liegt, die bisherige Preiserwartung unter dem tatsächlichen Preisniveau lag. Dadurch wird sich die AS-Kurve nach oben verschieben, weil ein Anstieg der Produktion die Beschäftigung steigen lässt, wodurch die Arbeitslosenquote sinkt und sich damit die Verhandlungsposition der Arbeitnehmer verbessert. Dies führt dann zu einem Anstieg der Nominallöhne, was sich in einer verteuerten Produktion niederschlägt und damit in einem höheren Preisniveau widerspiegelt. Durch diese Verschiebung erfolgt eine Reduktion der Geldmenge, da ein Anstieg des Preisniveaus diesen Effekt auf dem Geldmarkt hervorruft. Diese Reduktion der Geldmenge führt zu höheren Zinsen, weil nun ein Anpassungsprozess auf dem Geldmarkt stattfindet, der zu einer Verschiebung der LM-Kurve führt (In einer offenen Volkswirtschaft wird dieser Prozess auch über einen Anstieg des realen Wechselkurses und demnach einer Verschlechterung der Nettoexporte zudem verstärkt). Dies bedeutet aber auch, dass sich ein neues Gleichgewicht auf dem Geld- und Gütermarkt einstellt, welches dann eine geringere Produktion beschreibt.
- Durch die Verschiebung im ersten Schritt ist das natürliche Produktionsniveau jedoch noch nicht erreicht. Dieser Prozess wird sich solange wiederholen, bis die Produktion wieder auf ihr natürliches Niveau gesunken ist. Dadurch entspricht auch das erwartete Preisniveau wieder dem tatsächlichen Preisniveau (siehe Abbildung „Zweiter Schritt der Anpassung im AS-AD-Modell“).

## Auswirkungen auf das AS-AD-Modell durch Variablenveränderung
Nachfolgend werden die Auswirkungen der Veränderungen von Variablen aus dem IS-LM-Modell und aus dem Arbeitsmarktmodell und Folgen von externen Einflüssen, sogenannten Schocks, betrachtet.

### Geldpolitik

Anpassungsprozess im AS-AD-Modell bei expansiver Geldpolitik

Erhöht sich die Geldmenge, senkt dies kurzfristig den Zinssatz auf dem Geldmarkt im IS-LM-Modell, unter der Annahme, dass die Produktion vor der Erhöhung ihrem natürlichen Niveau entsprach (siehe Abbildung „Anpassungsprozess im AS-AD-Modell bei expansiver Geldpolitik“). Dies erhöht die Produktion und das Preisniveau. Die Produktionssteigerung ist anfänglich höher als die Steigerung des Preisniveaus. Dieser Effekt kehrt sich jedoch um, so dass die Erhöhung der Geldmenge mittelfristig zu einem gleich großen Anstieg des Preisniveaus und keiner Veränderung der Produktion führt. Es handelt sich in diesem Fall um die Neutralität des Geldes.
Dieses Ergebnis wird durch den folgenden Anpassungsprozess erreicht:
Erhöht sich die nominale Geldmenge im IS-LM-Modell, so erhöht sich damit auch die reale Geldmenge bei zunächst gegebenem Preisniveau. Damit erhöht sich gemäß den Eigenschaften des IS-LM-Modells die Produktion. Dies führt dazu, dass sich die aggregierte Nachfragekurve nach rechts verschiebt. Durch diese Verschiebung liegt die Produktion im Gleichgewicht, jedoch über ihrem natürlichen Niveau und damit liegt auch das tatsächliche Preisniveau über dem Preisniveau, welches die an der Lohnsetzung Beteiligten erwartet haben. Diese werden nun ihre Preiserwartungen nach oben anpassen, damit wird sich die aggregierte Angebotskurve nach oben verschieben und es erfolgt eine Bewegung entlang der AD-Kurve. Dieser Prozess wird sich solange fortsetzen, bis die Produktion wieder auf ihren natürlichen Niveau angelangt ist, mit der Folge, dass die Produktion sich mittelfristig nicht verändert hat, das Preisniveau jedoch der Geldmengenerhöhung entsprechend gestiegen ist.

### Fiskalpolitik

Anpassungsprozess im AS-AD-Modell bei restriktiver Fiskalpolitik

Verringert der Staat seine Ausgaben, führt dies zunächst zu sinkender Produktion. Im weiteren Zeitverlauf erhöht sich die Produktion jedoch wieder und es existiert ein niedrigeres Preisniveau (siehe Abbildung: „Anpassungsprozess im AS-AD-Modell bei restriktiver Fiskalpolitik“).
Zu diesem Ergebnis führen folgende Schritte, unter der Annahme, dass sich die Produktion vor dem fiskalischen Eingriff auf ihrem natürlichen Niveau befunden hat. Durch die Reduktion der Staatsausgaben verschiebt sich die AD-Kurve nach links, da die aggregierte Nachfragekurve ein Gleichgewicht auf dem Güter- und Geldmarkt darstellt. Dieses Gleichgewicht ändert sich, wenn die Produktion zurückgeht. Die Produktion entspricht in diesem Fall nicht mehr ihrem natürlichen Niveau.
Im weiteren Zeitverlauf wird sich, entsprechend dem oben erläuterten Anpassungsprozess, die Produktion wieder ihrem natürlichen Niveau anpassen, da in diesem Fall auch das tatsächliche Preisniveau unter dem erwarteten Preisniveau liegt und die an der Lohnsetzung Beteiligten ihre Erwartungen entsprechend anpassen werden. In diesem Fall erfolgt eine Bewegung entlang der aggregierten Nachfragekurve, bis sie sich wieder mit der angepassten aggregierten Angebotskurve schneidet. Die Produktion ist damit wieder auf ihr natürliches Niveau zurückgekehrt.

### Schocks

Möglicher Anpassungsprozess im AS-AD-Modell bei einem Schock (beispielsweise starker Anstieg des Ölpreises)

Negative Schocks, wie beispielsweise ein drastischer Anstieg des Ölpreises, können zu einer Erhöhung des Preisniveaus und einer sinkenden Produktion führen (siehe Abbildung: „möglicher Anpassungsprozess im AS-AD-Modell bei einem Schock“).
Zu diesem Ergebnis gelangt man durch folgende Überlegungen, in denen nur auf die Auswirkungen auf die AS-Kurve eingegangen wird, da vereinfachend angenommen wird, dass sich die AD-Kurve nicht verändert. Ein Anstieg des Ölpreises kann in die Betrachtungen des AS-AD-Modells dadurch einfließen, indem der Gewinnaufschlagsfaktor μ in der Betrachtung des Arbeitsmarktes entsprechend erhöht wird. Durch diese Erhöhung verschiebt sich die Preissetzungsgerade auf dem Arbeitsmarkt, das heißt, der Reallohn der Erwerbstätigen ist niedriger als zuvor. Damit diese Verringerung des Reallohnes von den Arbeitnehmern akzeptiert wird, ist eine höhere natürliche Arbeitslosenquote, beziehungsweise ein geringeres natürliches Beschäftigungsniveau erforderlich. Wird unterstellt, dass für die Produktion einer Produktionseinheit genau ein Arbeitnehmer notwendig ist, so sinkt durch den Rückgang des natürlichen Beschäftigungsniveaus auch das natürliche Produktionsniveau.
Ausgehend vom oben genannten Anpassungsprozess auf dem Arbeitsmarkt und den entsprechenden Folgen für das AS-AD-Modell, liegt das momentane Produktionsniveau demnach bei solch einem negativen Schock über dem natürlichen Produktionsniveau. Dadurch wird wieder ein Anpassungsprozess im AS-AD-Modell stattfinden, bis die Produktion wieder auf ihr natürliches Niveau zurückgekehrt ist.

## Mathematische Herleitung
Die Herleitung des AS-AD-Modells basiert auf dem IS-LM-Modell (Gleichgewicht auf dem Geld- und Gütermarkt) sowie dem Arbeitsmarktgleichgewicht, da es aus diesen beiden Gleichgewichtsbedingungen abgeleitet werden kann.

### AD-Kurve
Das AS-AD-Modell führt die Annahmen aus dem IS-LM-Modell in der AD-Kurve, also der aggregierten Nachfrage, fort und reagiert auch auf Veränderungen von Variablen aus diesem Modell.
Demnach setzt das AS-AD-Modell ein Gleichgewicht auf dem Güter- und Geldmarkt voraus, um damit die AD-Kurve abzuleiten. Ein Gleichgewicht auf dem Güter- und Geldmarkt entspricht jeweils einem Punkt auf der AD-Kurve.
Die AD-Kurve setzt sich damit aus den Variablen des Gütermarktes, wie den Konsumausgaben, Investitionsausgaben und Staatsausgaben und den Variablen des Geldmarktes, wie Preisniveau und Zinssatz, zusammen.
Zuerst wird die IS-Kurve nach dem Zinssatz {\displaystyle i} aufgelöst.
{\displaystyle Y={\overline {C}}+I+{\overline {G}}}
Hierbei beschreibt {\displaystyle Y} die Güternachfrage, {\displaystyle C} die Konsumausgaben der Haushalte, {\displaystyle I} die Investitionen der Unternehmen und {\displaystyle G} die Staatsausgaben. Die Investitionen {\displaystyle I} sind hierbei abhängig von der Güternachfrage und dem Zinssatz {\displaystyle i}.
{\displaystyle Y={\overline {C}}+b_{0}+b_{1}\cdot i+{\overline {G}}\Leftrightarrow }
{\displaystyle b_{1}\cdot i=Y-{\overline {C}}-b_{0}-{\overline {G}}\Leftrightarrow }
(1) {\displaystyle i={\frac {1}{b_{1}}}(Y-{\overline {C}}-b_{0}-{\overline {G}})}
Anschließend wird die LM-Kurve nach dem Preisniveau aufgelöst, wobei {\displaystyle M} die nominale Geldmenge, {\displaystyle P} das Preisniveau und {\displaystyle i} den Zinssatz widerspiegeln.
{\displaystyle {\frac {M}{P}}={\overline {Y}}+d_{0}\cdot i\Leftrightarrow }
(2) {\displaystyle P={\frac {M}{{\overline {Y}}+d_{0}\cdot i}}}
Die AD-Kurve entsteht durch das Einsetzen der IS-Kurve (1) in die LM-Kurve (2).
{\displaystyle P={\frac {M}{{\overline {Y}}+d_{0}\cdot {\frac {1}{b_{1}}}(Y-{\overline {C}}-b_{0}-{\overline {G}})}}}

### AS-Kurve
Die AS-Kurve hat ihren Ursprung im Arbeitsmarkt. Die Komponenten des Arbeitsmarktes sind die WS-Kurve (wage setting) sowie die PS-Kurve (price setting). Die PS-Kurve, welche die Preise beschreibt, wird im Folgenden als vom Einkommen unabhängig betrachtet. Sie verläuft damit waagerecht. Voraussetzung dafür sind konstante Grenzkosten.
Eine mögliche Fassung der Preissetzungsgleichung lautet:
(1) {\displaystyle P=(1+\mu )\cdot W}
Dabei steht {\displaystyle P} für das Preisniveau, {\displaystyle \mu } für einen Gewinnaufschlag der Unternehmen auf ihre entstandenen Kosten sowie {\displaystyle W} für den aggregierten Nominallohn, also den Betrag, den ein durchschnittlicher Arbeitnehmer am Ende des Monats ausgezahlt bekommt.
Eine mögliche Fassung der Lohnsetzungsgleichung lautet:
(2) {\displaystyle W=P^{e}\cdot z\cdot (1-u)^{2}}
Hierbei steht {\displaystyle P^{e}} für das erwartete Preisniveau, u für die Arbeitslosenquote und {\displaystyle z} für eine Sammelvariable, in der alle anderen Variablen zusammengefasst sind, die die Lohnsetzung beeinflussen können.
Durch die Gleichsetzung von WS-Kurve (2) und PS-Kurve (1), entsteht die AS-Kurve.
{\displaystyle P=(1+\mu )\cdot P^{e}\cdot z\cdot (1-u)^{2}}
Da Löhne selten unmittelbar auf eine Änderung des Preisniveaus reagieren, kalkulieren Tarifpartner mit einer geschätzten Inflationsrate. Nur wenn die erwartete Inflation der tatsächlichen entspricht, befindet sich der Arbeitsmarkt im Gleichgewicht. Das Produktionsniveau entspricht dabei dem natürlichen Produktionsniveau. Die volkswirtschaftliche Theorie geht davon aus, dass sich dieses Gleichgewicht mittelfristig einstellt, sofern alle sonstigen Bedingungen unverändert bleiben.
Die AS-Kurve wurde erstmals von dem britischen Ökonom Alban William Phillips hergeleitet. Dieser leitete sein Modell, die Phillips-Kurve, aus empirischen Beobachtungen ab. Das AS-AD-Modell wurde dagegen erst später formuliert.

## Kritik

Beziehung zwischen IS-LM und AD

Die kritische Rezeption des Grundkonzepts begann bereits 1938 durch Dunlop bzw. 1939 durch Tarshis. Beide Autoren hoben die unzureichende empirische Fundierung hervor.
Die AS- sowie die AD-Kurve haben je nach verwendetem Ansatz einen anderen Verlauf. Die AS-Kurve verläuft im klassischen Ansatz senkrecht. Hingegen verläuft sie im extremen keynesianischen Fall, das heißt bei Lohnstarrheit, waagrecht. Durch diese unterschiedlichen Auffassungen entsteht Interpretationsvielfalt, da beispielsweise die Folgen staatlicher Eingriffe unterschiedlich sein können.
Die AD-Kurve kann ebenfalls unterschiedlich hergeleitet werden. So gehen einige Autoren davon aus, dass diese sich aus der Aggregation der mikroökonomischen Gleichgewichte auf Einzelmärkten ableitet. Überwiegend findet man jedoch die Interpretation der AD-Kurve als Ableitung aus dem Geld- und Gütermarktgleichgewicht, das heißt dem Schnittpunkt der IS- mit der LM-Kurve im IS-LM-Modell.
Zu beachten ist auch, dass im hier dargestellten AS-AD-Modell außenwirtschaftliche Beziehungen keine Beachtung finden. Wichtige außenwirtschaftliche Elemente, wie beispielsweise veränderte Wechselkurse, könnten den Verlauf der Kurven verändern und dadurch könnte es nötig sein, andere Maßnahmen zur Stabilisierung der Volkswirtschaft einzuleiten.
Das AS-AD-Modell zeigt auch auf, dass der Einsatz von lediglich einer Maßnahme, also jeweils eines staatlichen oder geldpolitischen Eingriffes, nur selten zur Erreichung der gesamtwirtschaftlichen Ziele beiträgt. Es ist meist ein kombinierter Einsatz von angebots- und nachfrageseitigen Instrumenten erforderlich. Erfolgt zum Beispiel nur eine expansive Geldpolitik, führt dies zu einem Anstieg des Produktionsniveaus, jedoch auch zu einem gesteigerten Preisniveau.